# 新界南總區總部

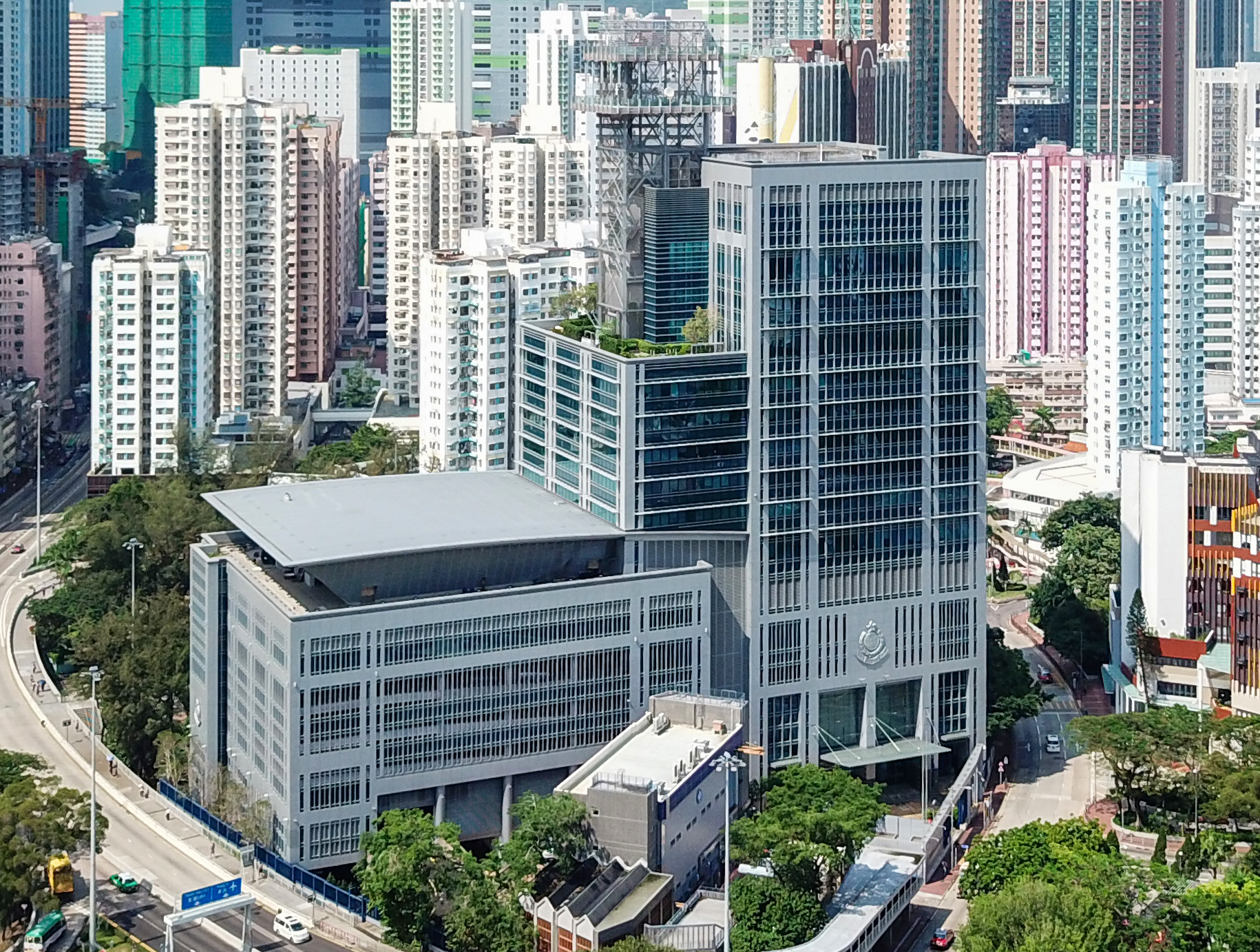
新界南總區總部及行動基地

新界南總區總部及行動基地（英語：New Territories South Regional Police Headquarters and Operational Base）為香港警務處新界南總區總部及各主要部門的所在地，位處香港新界荃灣區荃灣城門道8號。大樓於2005年5月落成，於2006年3月8日由時任警務處處長李明逵和新界南總區指揮官──警務處助理處長鄧厚江主持開幕。於2023年，新界南總區總部及行動基地有172名警務人員和43名文職人員駐守。
目前新界南總區是唯二不附設分區警署的總區（另一個為西九龍總區），荃灣警署距離新界南總區總部約1.65公里。

## 歷史
新界南行動基地建於1958年，由三座低層建築物組成，當時供新界南總區衝鋒隊及部分總區交通總部等使用。
2002年5月，警務處就是項工程計劃申請撥款，新大樓的興建工程於同年12月展開，以兩年半的時間竣工。新界南總區總部及行動基地建於荃灣新界南行動基地和毗鄰已經空置的已婚初級警務人員宿舍空址，部份南面地皮已撥給寶血會思源學校建校之用。

## 建築
大樓由兩幢分別為樓高16層連兩層天線廊道的高座大樓和樓高6層、懸垂金屬弧形屋頂的平台大樓組成，有關設計達到香港建築環境評審法中最高成績「白金」水平，並且贏得建築署2005年周年大獎的優異獎。此外，大樓建築具備環境保護意識，大樓採用長方體的設計，其中面向東西方的樓面面積較短，目的是減少被陽光照射的時間，相反面向南北方的較長，外牆為玻璃幕牆，窗外設有太陽遮篷組件，能在吸納日光的同時，減低陽光發出的熱能，使到人員可以在毋須開燈及空調的情況下，可以達到光亮、涼快目的，預計每年可以節省兩成電費開支。
大樓內除設有新界南交通部、新界南總區失蹤人口調查組、新界南總區刑事總部、新界南總區總部行動部等部門辦公室外，大樓內還設有附屬設施，例如健身室、訓示室、演講廳、資源中心、餐廳、停車場、一間傳統室內練靶場、8間迷你靶場和員佐級警務人員持續進修中心等等。

### 全香港最大室內練靶場
新界南總區總部及行動基地內的室內練靶場為全香港最龐大，總面積達1,830平方米，於2006年2月啟用，每年可以為到20,000名人員使用。室內練靶場內有一個25米室內多用途練靶場、八個配備電腦互動程式之小型練靶場、訓示室及等候區等。其設計最為先進，功能包括滲透式冷氣設計系統，令室內能夠保持清新空氣，能阻隔99%鉛分子，防止人員吸入射擊時會釋出的鉛分子。抽走的煙霧會經過三層過濾網過濾後，有75%經過濾後的空氣會回流入抽氣系統作儲溫用，其餘煙霧則會經過三重過濾後達至99.98%清新水平，才會排出街外，避免對內遭造成空氣的污染。
室內練靶場內四面皆為橡膠牆壁，具備吸彈功能，防止人員在練習射擊時被流彈所傷及，大幅度地加強了安全及舒適程度。室內練靶場的設計是利用特製的黑色橡膠帶以魚骨形排列成截彈區，人員開槍後，橡膠會吸住子彈，減低子彈的射擊速度；截彈區背面用8厘米厚鋼板保護牆身，截彈區前面則懸掛著橡膠簾，用以阻擋碎片反彈亂射。在天花、牆壁及地板均鋪設防反彈的橡膠磚，令到子彈只能穿透橡膠磚而不能反彈。此舉確保射擊人員射擊時，不會因子彈折射或反彈而造成受傷或者死亡。此外，室內練靶場的左右兩邊及截彈區的牆身，更加裝了隔音及吸震的物料等，以減少開槍產生的噪音。

## 軼事
2016年9月14日上午11時40分，一隻3呎長雄性成年野豬經過新界南警察總部，趁報案室自動門打開時闖入，野豬逗留10分鐘後離開。由於擔心牠會傷及途人，5名警員手持警棍及盾牌亦步亦趨尾隨戒備，牠先後在荃灣站外徘徊，繼而穿過巴士站和停車場，在荃灣市中心擾攘一小時後，終被到場的漁護署人員擒獲，用專車帶走並放回山頭。

## 圖集

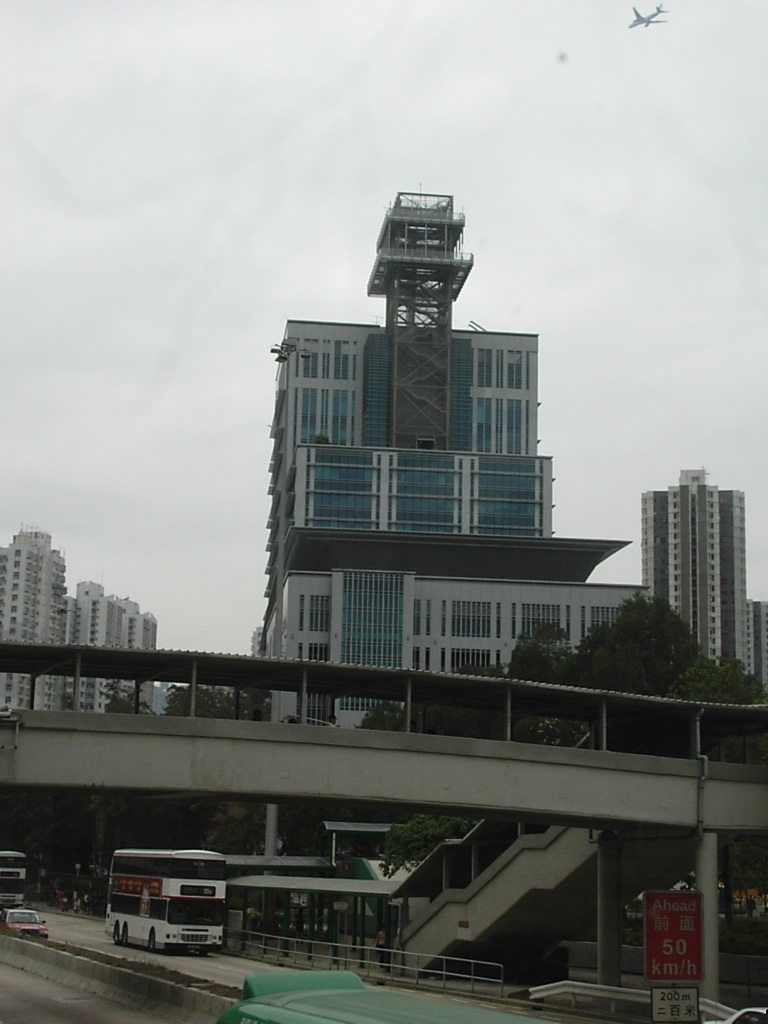
側看新界南總區總部及行動基地
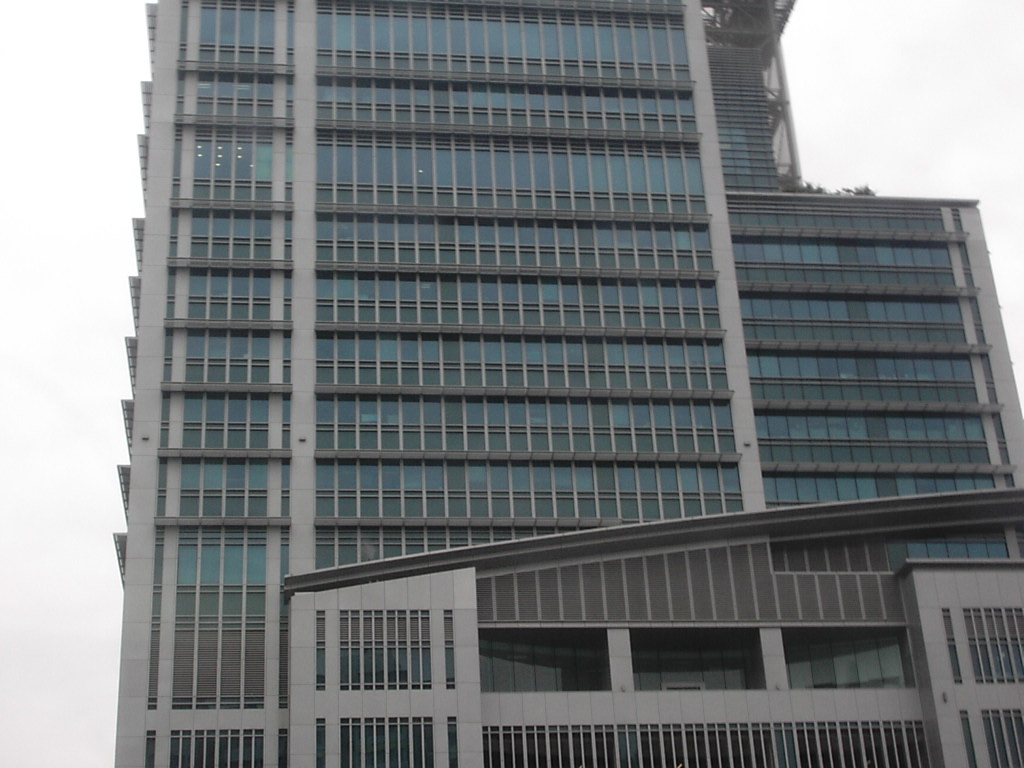
近看新界南總區總部及行動基地
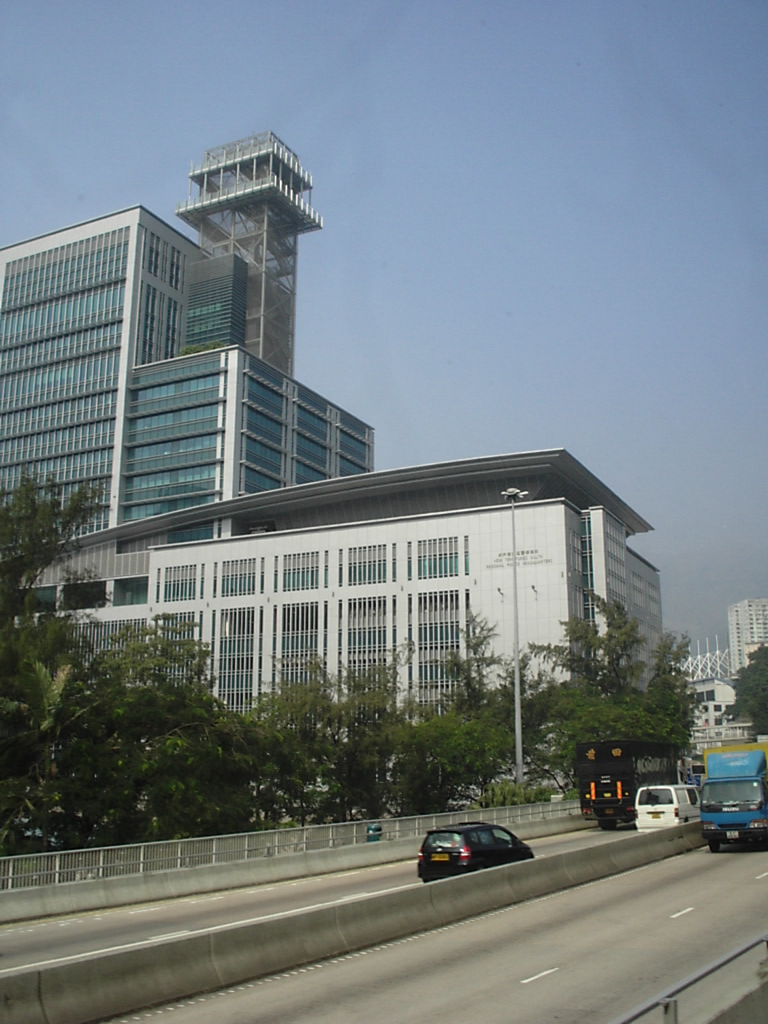
從德士古道看新界南總區總部

## 相關參見
- 警察總區

## 外部連結
- 241LP 在荃灣興建新界南總區警察總部及行動基地 （页面存档备份，存于）
- 有關在荃灣興建新界南總區警察總部及行動基地的補充資料 （页面存档备份，存于）
- 新界南警察總部（建築署）
- 新界南總區總部及行動基地新大樓落成 （页面存档备份，存于） 《警聲》 第802期